# Шумнатото тепе – 2
Шумнатото тепе – 2 е защитена местност в България. Разположена е в землището на София.
Разположена е на площ 1 ha. Обявена е на 12 декември 1974 г. с цел опазване на територия с характерен ландшафт, който е резултат на хармонично съжителство на човека и природата.
На територията на защитената местност се забраняват:
- извеждането на сечи, освен санитарни и ландшафтни с оглед подобряване санитарното и ландшафтното състояние на обекта. Стопанисването да се извършва съгласно устройствения проект с максимално запазване на природната обстановка;
- пашата на добитък през всяко време;
- откриване на кариери, къртенето на камъни, ваденето на пясък и на други инертни материали, изхвърлянето на сгурия и на промишлени отпадъци, както и всякакви действия, чрез които се нарушава или загрозява природната обстановка в тях.[1]